# 비둘기파
비둘기파란, 베트남 전쟁 당시, 미국에서 전쟁을 더 이상 확대시키지 않고 한정된 범위 안에서 해결할 것을 주장한 파를 말한다. 최근에는 외교정책에서 평화주의를 주장하는 세력을 뜻하고 있다.
비둘기가 가진 평화의 이미지를 정치적 경향의 분류에 가지고 온 것이다. 영어로도 "the doves"라 한다. 온건파, 용례에 따라서는 신중파라고도 한다. 
대립어로는 매파가 있다.